# Aşk Yeniden
Aşk Yeniden (Brasil: Novamente Apaixonados ) é uma telenovela turca de comédia romântica produzida pela Süreç Film, estrelada por Özge Özpirinçci e Buğra Gülsoy. Estreou pela Fox Turquia entre 10 de fevereiro de 2015 a 14 de junho de 2016.
No Brasil, foi exibida somente a primeira temporada pelo canal a cabo Viva, entre 26 de maio a 30 de julho de 2020 em 47 capítulos, substituindo Verdades Não Ditas. Está sendo reprisada pela segunda vez no canal a cabo Mais na Tela desde 8 de Fevereiro de 2021.

## Enredo
Duas pessoas de diferentes origens estão no mesmo voo para a Turquia e eles decidem fingir ser casado. Fatih (Buğra Gülsoy) é um jovem milionário que não quer que sua família o force a se casar com Irem (Didem Soydan). Por outro lado, Zeynep (Özge Özpirinçci) precisa de tempo para explicar à sua família que ela foi abandonada pelo namorado e se tornou mãe solteira.

## Elenco
- Özge Özpirinçci como Zeynep Taşkın
- Buğra Gülsoy como Fatih Şekercizade
- Tamer Levent como Şevket Taşkın
- Lale Başar como Mukaddes Şekercizade
- Orhan Alkaya como Fehmi Şekercizade
- Nazlı Tosunoğlu como Yadigar Günay
- Tülin Oral como Gülsüm Şekercizade
- Sema Keçik como Meryem Özer
- Tunca Aydoğan como Vahit
- Can Sipahi como Orhan Günay
- Nilay Deniz como Selin Şekercizade
- Mert Öner como Cevat
- Tuna Arman como Mukadder
- Esin Gündoğdu como Ayfer Servermez
- Miray Akovalıgil como Şaziment Servermez
- Tevfik İnceoğlu como Kamil
- Fatma Karanfil como Hacer
- Yakup Yavru como Ethem Reis
- Mert Öcal como Ertan
- Didem Soydan como İrem Şencan
- Emre Erkan como Mete
- İlkem Ulugün como Fadik Servermez
- Barış Yalçın como Birol
- Nazlıhan Başak İlhan como Dilber Sonses
- Mazhar Alican Uğur como Mustafa
- Kasım Yağız Sayın/Musa Yiğit Sayın como Selim
- Su Burcu Yazgı Coşkun como Elif Su Günay
- Murat Kocacık como Darbeli Haydar
- Ufuk Tan Altunkaya como Ferhat
- Asena Girişken como Cansu

## Temporadas
| Temporada | Temporada | Episódios | Total de episódios | Exibição original       | Exibição original   |
| Temporada | Temporada | Episódios | Total de episódios | Início                  | Final               |
| --------- | --------- | --------- | ------------------ | ----------------------- | ------------------- |
|           | 1         | 19        | 1 - 19             | 10 de fevereiro de 2015 | 16 de junho de 2015 |
|           | 2         | 40        | 20 - 59            | 15 de setembro de 2015  | 14 de junho de 2016 |

## Prêmios e indicações
| Ano  | Prêmio                  | Categoria               | Nomeado(s)      | Resultado | Ref.   |
| ---- | ----------------------- | ----------------------- | --------------- | --------- | ------ |
| 2015 | Golden Butterfly Awards | Melhor série            | Aşk Yeniden     | Indicado  | [ 9 ]  |
| 2015 | Golden Butterfly Awards | Melhor série de comédia | Aşk Yeniden     | Indicado  | [ 9 ]  |
| 2015 | Golden Butterfly Awards | Melhor atriz de comédia | Özge Özpirinçci | Venceu    | [ 10 ] |
| 2015 | Golden Butterfly Awards | Melhor ator de comédia  | Buğra Gülsoy    | Indicado  | [ 9 ]  |
| 2015 | Golden Butterfly Awards | Melhor casal            | Zeynep e Fatih  | Indicado  | [ 9 ]  |
| 2015 | Golden Butterfly Awards | Melhor roteiro          | Aşk Yeniden     | Indicado  | [ 9 ]  |

## Exibição internacional
| País                 | Emissora             | Estreia                | Título Local          |
| -------------------- | -------------------- | ---------------------- | --------------------- |
| Afeganistão          | One TV               | 21 de abril de 2018    | Ezdewaje janjali      |
| Polónia              | TV Puls              | 13 de agosto de 2015   | Kontrakt na miłość    |
| Eslováquia           | TV Doma              | 11 de janeiro de 2016  | Láska na druhý pokus  |
| Roménia              | Acasă TV             | 17 de novembro de 2016 | Dragoste cu împrumut  |
| Macedônia do Norte   | Kanal 5              | 12 de dezembro de 2016 | Љубов (Love)          |
| Letônia              | LNT                  | 2 de fevereiro de 2017 | Iemīlēties vēlreiz    |
| Chile                | Canal 13             | 6 de fevereiro de 2017 | Amor a segunda vista  |
| Montenegro           | Pink M               | 20 de março de 2017    | Ponovo zaljubljeni    |
| Sérvia               | RTV Pink Pink 2      | 29 de março de 2017    | Ponovo zaljubljeni    |
| México               | Imagen Televisión    | 7 de março de 2017     | Volver a amar         |
| Bósnia e Herzegovina | Pink BH              | 28 de abril de 2017    | Ponovo zaljubljeni    |
| Lituânia             | TV3 Lithuania        | 4 de maio de 2017      | Pamilti vėl           |
| Tunísia              | Nessma TV            | 11 de setembro de 2017 | Hobek Darbani         |
| Ucrânia              | 1+1                  | 20 de novembro de 2017 | Я знову тебе кохаю    |
| Peru                 | Andina de Televisión | 15 de janeiro de 2018  | Volver a amar         |
| Bulgária             | bTV                  | 16 de novembro de 2018 | Любов от втори опит   |
| Moçambique Angola    | Boom TV              | 8 de Abril de 2019     | Novamente Apaixonados |
| Brasil               | Viva                 | 26 de Maio de 2020     | Novamente Apaixonados |